# 도자 캣
도자 캣(Doja Cat, 1995년 10월 21일 ~ )은 미국의 가수, 래퍼, 작곡가, 음악 프로듀서이다.
2018년 싱글 〈Mooo!〉의 뮤직비디오가 바이럴 되면서 이름을 알리기 시작했다. 2018년 3월 30일, 데뷔 앨범 《Amala》를 발매했다. 2019년 싱글 〈Juicy〉와 싱글 〈Say So〉과 틱톡 내 다수 챌랜지의 배경 음악으로 쓰이면서 전 세계적인 인기를 끌었다. 특히나 싱글 〈Say So〉가 데뷔 이래 최초로 빌보드 핫 100 차트 1위를 하면서, 차세대 스타로서의 가능성을 보여주었다.
제63회 그래미 어워드(2021년) 올해의 신인상 후보에 올랐으며, 싱글 〈Say So〉를 통해 올해의 레코드상 후보에도 올랐다. 3집 앨범 Planet Her (Deluxe) 와 SZA와의 합작 싱글 "Kiss Me More"를 통해 제64회 그래미 어워드(2022년) 올해의 레코드·앨범·노래상 후보에 올랐다.

## 음반 목록
- 《Amala》 (2018)
- 《Hot Pink》 (2019)
- 《Planet Her》 (2021)